# Болонська філармонічна академія
44°29′28″ пн. ш. 11°21′04″ сх. д. / 44.491157° пн. ш. 11.3510971° сх. д.
Болонська філармонічна академія (італ. Accademia Filarmonica di Bologna) в XVII—XVIII ст. — вища музична освітня установа, одна з найавторитетніших в Європі.

## Історія
Болонська академія була заснована в 1666 році графом Вінченцо Марія Каррата (помер в 1675 році) на основі більш ранніших міських музичних товариств («академій» в старовинному сенсі) — «Accademia dei Floridi» (1615), «Accademia dei Filomusi» (1624/25) і «Accademia dei Filaschisi» (1633). Надавши в розпорядження Болонської академії палац, що належав його родині, граф Каррата придбав для академії також орган. Позаяк Болонья в ті часи не була резиденцією якого-небудь правителя або можновладного князя, Болонська академія була прирівняна за своїм рангом до придворної капели.
Перші члени Академії повинні були пройти попередньо серйозний іспит. Збори їх відбувалися двічі на тиждень для спільного музикування (esercizi), і по четвергах для прослуховування нових музичних творів (conference). Раз на місяць проходили офіційні, публічні вистави. Спочатку Академія складалася з трьох секцій: композиторів, співаків і музикантів. Метою Академії було об'єднати в своїх лавах всіх кращих музикантів Європи, згідно девізу графа Каррата Unitate melos. 1721 року в Академії налічувалося вже 300 членів. Серед найвідоміших членів (викладачів, вихованців та почесних членів) А.Кореллі, А. П. Фабрі, Д. Габріеллі, падре Мартіні (голова Академії з 1758 року), Фарінеллі, Н. Йоммеллі, Ф. М. Герардескі, А. Ґретрі, Й. К. Бах, К. Діттерс фон Діттерсдорф, В. А. Моцарт (1770), М. С. Березовський і Й. Мислівечек (1771), Є. І. Фомін (1785). У XIX—XX століттях почесними членами Академії (академіками-композиторами) обиралися відомі діячі музичної культури — Дж. Россіні, О.Николаи, Дж. Верді, Р.Вагнер, Ж.Массне, К.Сен-Санс, Дж. Пуччіні, Дж. Філд, Ф.Ліст, Й.Брамс, А.Рубінштейн, Ф.Бузоні, О.Респігі, К.Монца, Ем. Боргатта.
Музична бібліотека Академії, якій падре Мартіні пожертвував 17 тисяч томів і рукописів, належить до найбільших музичних книгосховищ у світі. Частина її нині[коли?] знаходиться в Міському музичному музеї («Civico Museo Bibliografica Musicale») Болоньї.
У XIX столітті вплив Болонської академії поступово ослаб, у другій половині XIX століття. вона практично припинила діяльність. В наші дні функціонує як концертна організація (переважно камерні концерти), влаштовує музикознавчі конференції та музичні конкурси. Працює архів і музей.